# Nikki Fritz
Nikki Fritz (Pittsburgh, 7 aprile 1964 – Los Angeles, 25 febbraio 2020) è stata un'attrice statunitense.
Si affermò come modella e attrice di film erotici. Esordì sul grande schermo nel 1983, e in seguito prese parte a una miriade di b-movie di genere softcore, diventando in breve tempo una dei nomi di rilievo di questo genere di pellicole. Lavorò anche con registi noti come Doug Liman e Roger Corman. Nel 2005, con all'attivo oltre 50 film e show televisivi, decise di ritirarsi. Dal 2005 era sposata con l'attore pornografico Jonathan Morgan. Dopo una lunga battaglia contro la leucemia, è morta a Los Angeles il 25 febbraio 2020.